# 曼苏拉
曼苏拉（阿拉伯语：‎）位于埃及北部，是代盖赫利耶省的首府。

## 历史
1219年由阿尤布王朝的埃及苏丹卡米勒建成。他在此地打败了第六次十字军东征，故将其命名为“曼苏拉”，阿拉伯语中意为“胜利的”。
1973年10月14日，在赎罪日战争期间，埃及空军在曼苏拉上空拦截以色列空军，160架以军喷气式战斗机以数量及质量优势在53分钟的空战中败于埃及空军，损失18架，剩余战机撤退。埃方宣称他们仅损失6架战机，其中仅3架为以军击落。埃及政府在随后将这一天定为“空军日”以纪念。